# 불꽃 반응

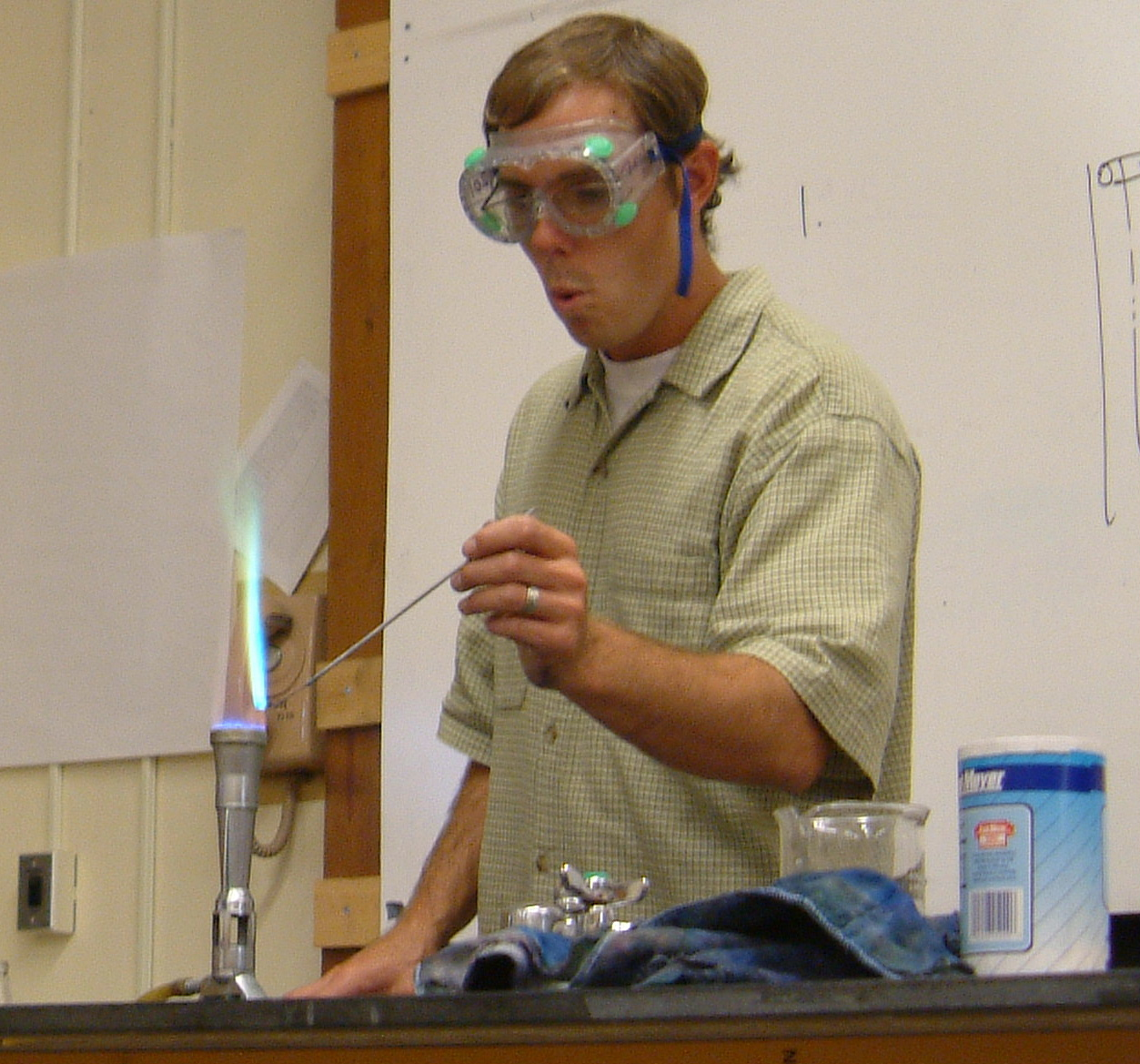
할로겐화구리를 불꽃 반응으로 확인하고 있다.

불꽃 반응(―反應)은 금속 원소가 포함된 시약을 불꽃에 넣으면 특유의 색이 나타나는 것을 말한다. 이 현상은 시약에 어떤 금속이 들어있는지 확인하는 데에 쓰인다. 불순물로 나트륨이 들어 있는 경우 강한 노란색 불꽃이 생기기 때문에, 노란색 말고 다른 색을 보기 위해 빨간색 , 파란색  코발트 유리를 통해서 불꽃을 보는 경우도 있다.
이는 열에 의해 원자(또는 이온)의 전자들이 들뜬 상태로 전이했다가 안정된 상태로 전이하며 방출하는 선 스펙트럼(방출 스펙트럼)이다. 원자마다 에너지 준위가 각기 다르기 때문에 방출 스펙트럼이 서로 달라 다른 색의 빛을 내는 것이다. 하지만 만약 겉불꽃에 넣는 금속의 종류가 같다면 같은 불꽃 색을 띄게 된다. (예를 들어 질산 나트륨과 황산 나트륨의 불꽃색은 서로 같다.)
소금물을 백금선에 묻혀서 가스 버너의 무색 불꽃 속에 넣으면 불꽃이 노란색으로 된다.  이것은 소금뿐만 아니라 나트륨을 함유하는 화합물이나 나트륨 그 자체를 사용해도 같은 반응을 보이므로 나트륨의 검출에 이용할 수 있다.  이러한 반응은 리튬·칼륨·루비듐·세슘 등 알칼리 금속 원소와 그 화합물, 칼슘·스트론튬·바나듐 등 알칼리 토금속과 그 화합물에서도 볼 수 있으며, 불꽃 반응이라고 불린다. 이것은 물리적 방법에 속한다.  불꽃 반응에 사용하는 백금선은 가스 버너의 무색 불꽃으로 잘 태워 불꽃 속에서 빛깔이 생기지 않게 한 후에 사용한다.  칼륨의 불꽃 반응은 나트륨이 혼합되어 있으면 잘 보이지 않고, 나트륨의 빛을 흡수하는 코발트 유리를 통해서 보면 보랏빛으로 보인다.

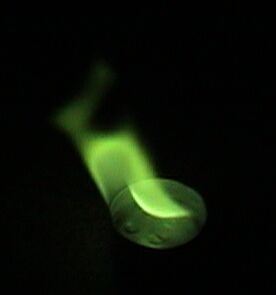
붕소의 불꽃 반응.

## 불꽃 반응의 표
| 원소기호 | 이온 | 이름       | 불꽃색      | 이미지                       |
| -------- | ---- | ---------- | ----------- | ---------------------------- |
| Al       | Al3+ | 알루미늄   | 은백색      |                              |
| As       | As3- | 비소       | 푸른색      |                              |
| B        | B3+  | 붕소       | 밝은 녹색   |                              |
| Ba       | Ba2+ | 바륨       | 황록색      |                              |
| Ca       | Ca2+ | 칼슘       | 주황색      |                              |
| Cs       | Cs+  | 세슘       | 옅은 보라색 |                              |
| Cu(II)   | Cu2+ | 구리       | 청록색      | Flame test on copper sulfate |
| Cu(II)   | Cu2+ | 구리       | 에메랄드    | [ 2 ]                        |
| In       | In3+ | 인듐       | 파란색      |                              |
| Li       | Li+  | 리튬       | 빨간색      |                              |
| K        | K+   | 칼륨       | 옅은 보라색 | [ 3 ]                        |
| Mo       | Mo+  | 몰리브데넘 | 황록색      |                              |
| Na       | Na+  | 나트륨     | 노란색      |                              |
| P        | P3-  | 인         | 옅은 초록색 |                              |
| Pb       | Pb2+ | 납         | 옅은 초록색 |                              |
| Rb       | Rb+  | 루비듐     | 옅은 보라색 |                              |
| Sb       | Sb3- | 안티모니   | 옅은 초록색 |                              |
| Se       | Se2- | 셀레늄     | 하늘색      |                              |
| Sr       | Sr2+ | 스트론튬   | 짙은 빨간색 |                              |
| Te       | Te2- | 텔루륨     | 옅은 초록색 |                              |
| Tl       | Tl3+ | 탈륨       | 초록색      |                              |
| Zn       | Zn2+ | 아연       | 비취색      |                              |

## 실험 방법
1. 니크롬선을 묽은 염산에 넣어 씻은 후 증류수로 헹군다. (묽은 염산에 씻은 이유는 니크롬선의 불순물을 제거하기 위해서이다)
2. 니크롬선을 토치 위 겉불꽃에 넣고 색깔이 나타나지 않을 때까지 가열한다. (겉불꽃에 넣은 이유는 속불꽃보다 온도가 높고 무색이기 때문에 관찰하기 더 편리하기 때문이다. 또 산소 공급이 원활하여 완전 연소가 이루어지기 때문이다.)
3. 준비한 시료를 니크롬선에 묻혀 겉불꽃에 넣고 나타나는 색깔을 관찰한다.

## 사진

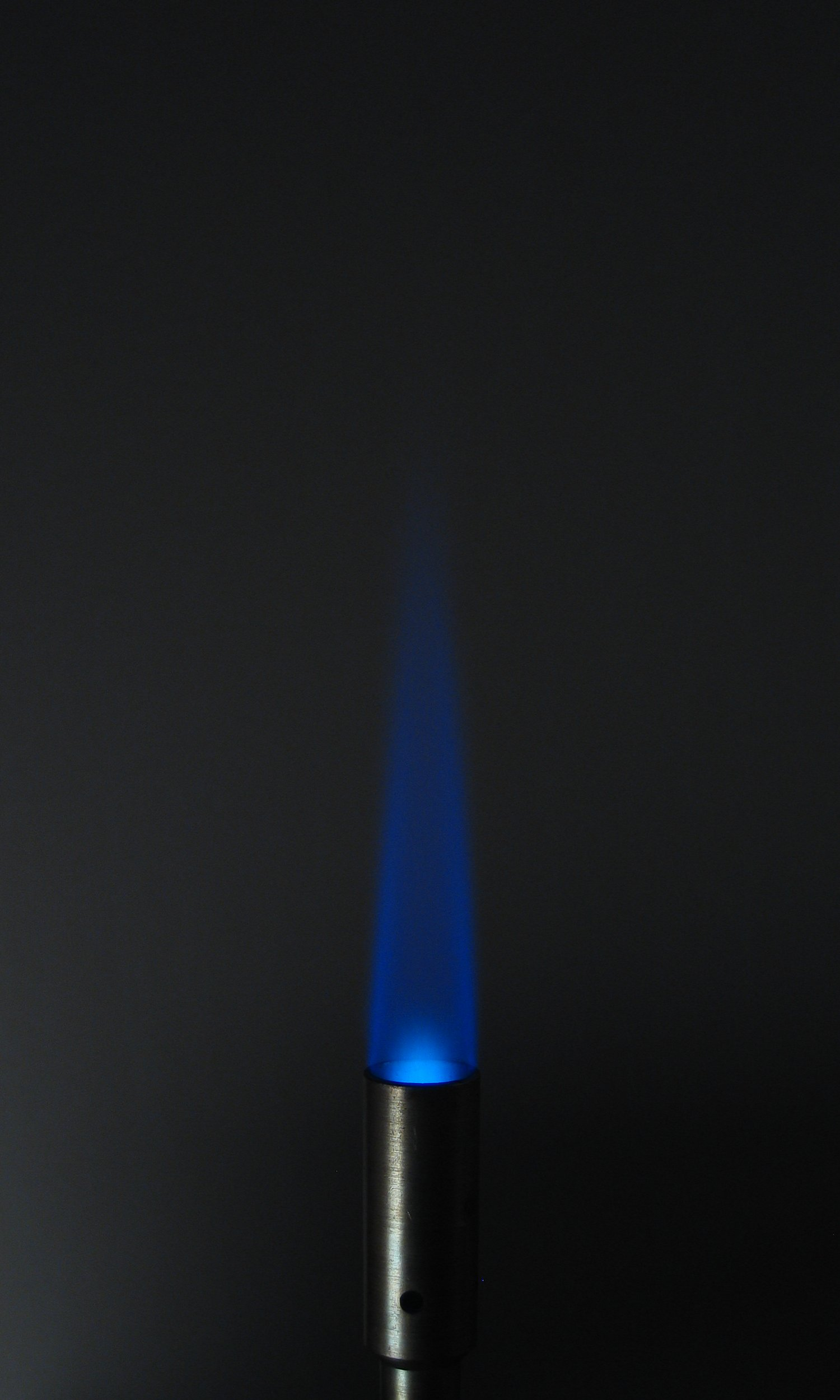
불꽃.
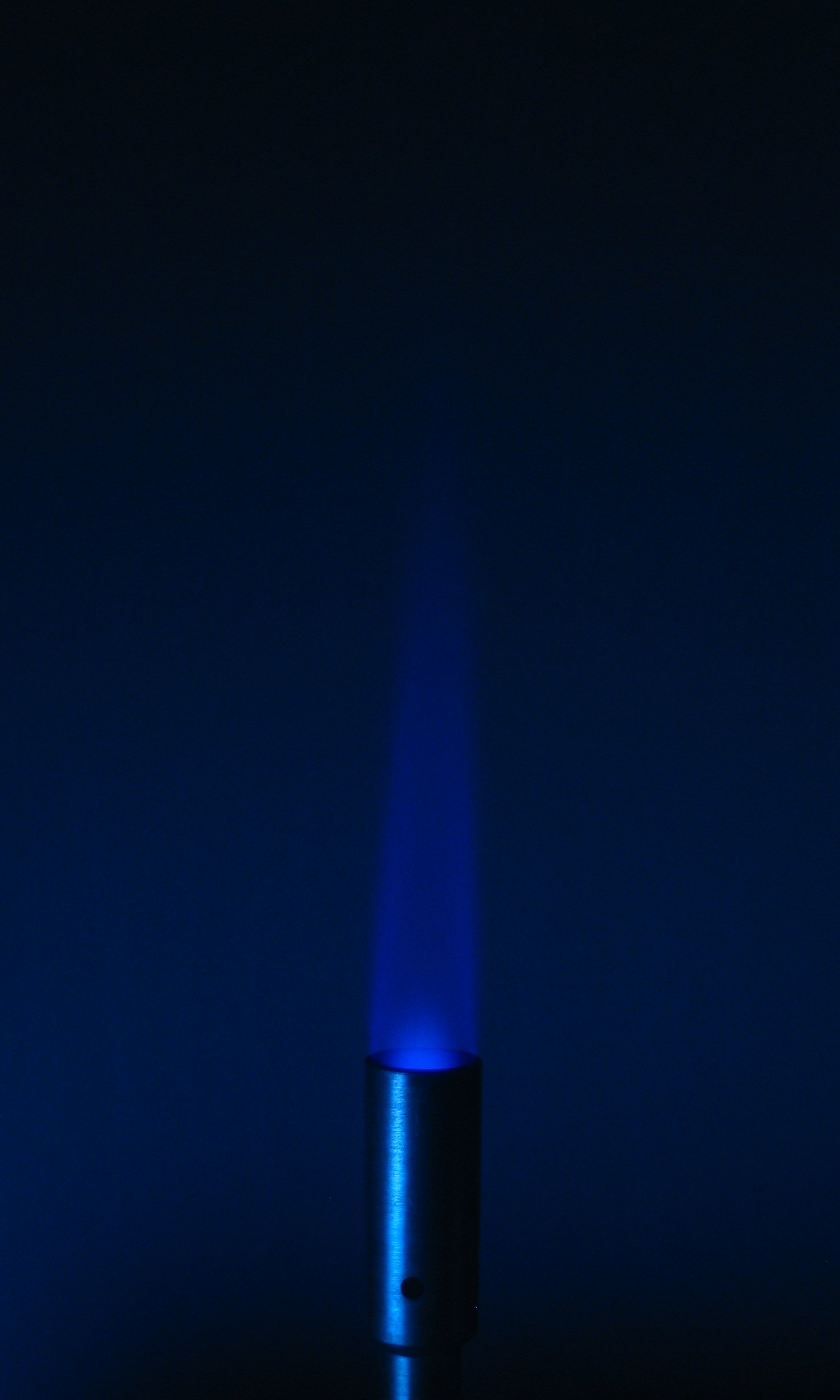
코발트 유리를 통해 본 불꽃.
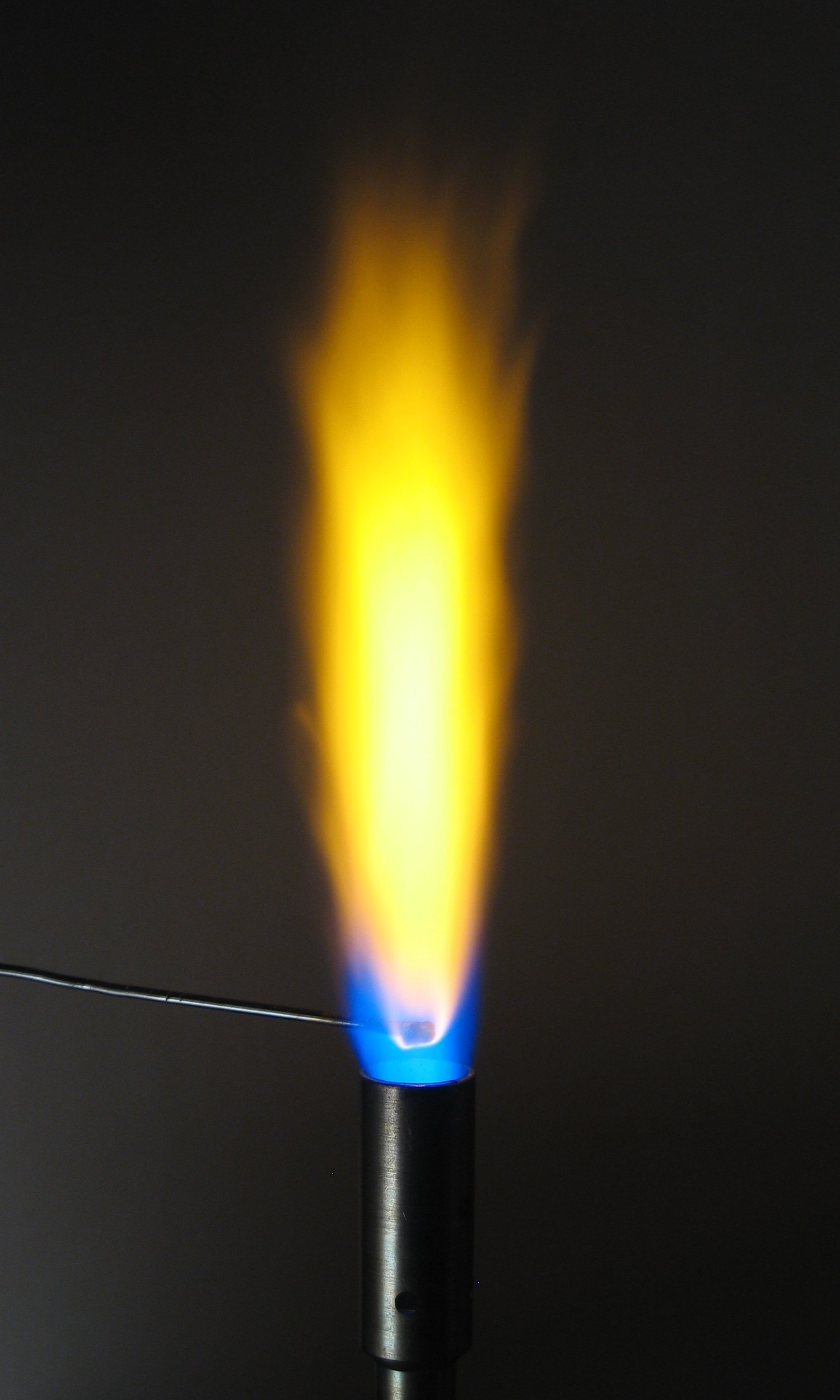
탄산나트륨의 불꽃 반응.
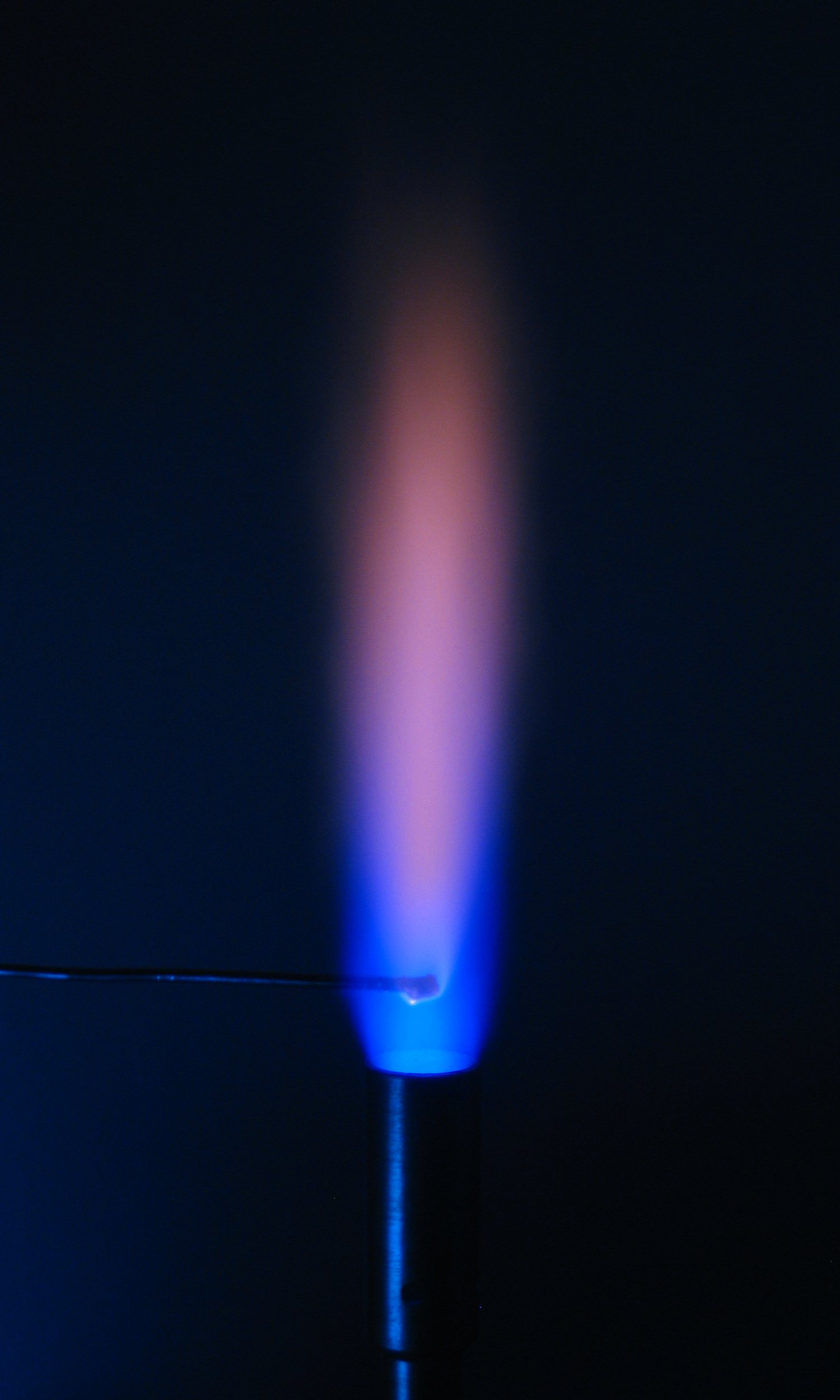
코발트 유리를 통해 본 탄산나트륨의 불꽃 반응.

## 같이 보기
- 정성분석